# Англійське бароко

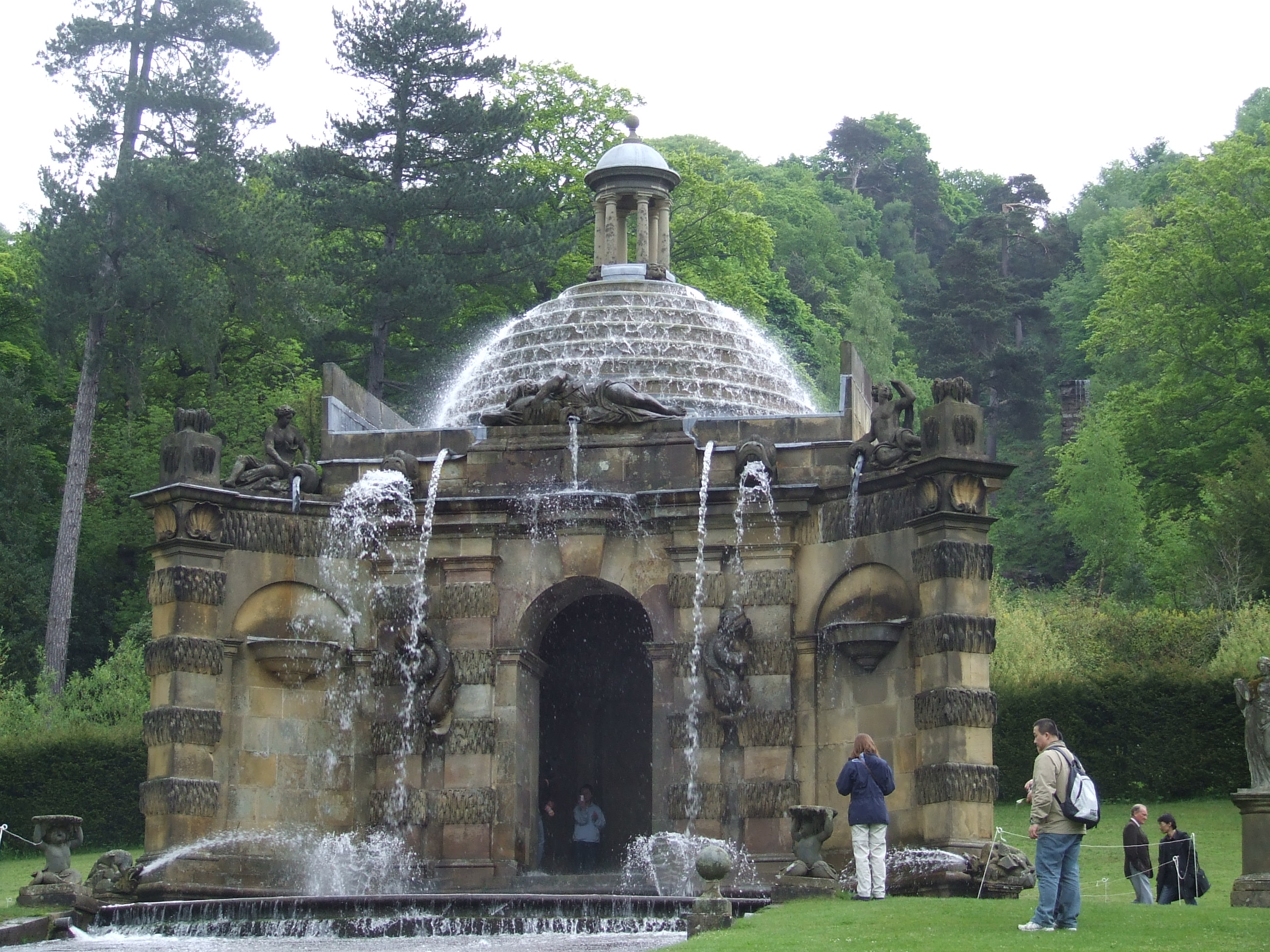
Архітектор Томас Арчер. Будинок-каскад, садиба Чатсворт-хаус.

Англійське бароко — короткий за часом етап розвитку культури Британії, що припав на злам 17-18 ст.

## Хронологічні межі
Британська культура майже на кожному етапі власного розвитку мала відмінності від культурних зрушень на європейському континенті. Помітні відмінності супроводжували і етап бароко. В Британії, де на уяву митців і споживачів культури могутній вплив мали форми і архетипи готики та середньовіччя, жоден із західноєвропейських стилів не мав довгого періоду розвитку (виняток — класицизм і його різновид британське палладіанство). Британське відродження, маньєризм були доволі короткими і відбилися переважно у архітектурі, декорі, надзвичайно мало у портретному жанрі.
Короткий термін розвитку мало і англійське бароко. Самі британці позначають його у 47 (близько 50) років. Кордонами беруть Велику пожежу Лондона (1666 рік) та рік прийняття Утрехтської мирної угоди (1713 рік).

## Історія. Стан в архітектурі
Важкуватий стан з високообдарованим місцевими художниками вирішували простим запрошенням на працю уславлених іноземців. Тут працювали Ганс Гольбейн молодший зі Швейцарії, Антоніс ван Дейк та Йосип ван Акен з Фландрії, Годфрі Неллер з Німеччини, Пітер Лелі — голландець за походженням.
Британія, однак, спромоглася на формування місцевих архітекторів, що працюватимуть у стилі бароко. Серед них Ініго Джонс, Крістофер Рен, Вільям Талман.
Дивним чином серед них було чимало аматорів, що реалізували власні здібності у інших, не наближених до архітектури, галузях. Так, Джон Ванбру (1654—1726) заробляв на життя шпигунством і створенням драм для театру. Усі необхідні розрахунки і реалізацію його проєктів виконував Ніколас Хоксмур (1661—1736). Серед архітекторів — аматорів декілька дворян, що займались проєктами від нудьги (Ніколас Реветт та інші).
Продовжувачем традицій англійської архітектури у останній третині 17 ст. став Крістофер Рен. Як і Джон Ванбру, він відвідав Європу, мешкав у Парижі. Перебування у Франції обидва використали для знайомства із досягненнями французької архітектури, а Ванбру ще і з садівництвом і французькими театральними драмами. Якщо аматор Джон Ванбру працюватиме по замовам багатіїв і облаштовуватиме приватні садиби у провінції, Крістофер Рен працюватиме на державному рівні. Масштабні нові рішення він і намагався перенести у Лондон. 1666 року, після великої пожежі у історичній частині Лондона, Крістофер Рен розробив проєкт нового перепланування центру на засадах регулярності. Але консервативно налаштований уряд зробив усе можливе, аби перешкодити реалізації його проєкту через приватну власність на земельні ділянки у столиці. Усвідомлення значущості авторитета Кристофера Рена тим не менше надало шанси доручити саме йому побудову нового собору св. Павла та п'ятдесяти приходських церков, що були пошкоджені пожежею 1666 року. Будівництво тільки нового собору св. Павла тривало близько тридцяти шести років (1675—1710 рр.). У самому будівництві й образі собору було теж намагання позмагатися із знаковими спорудами на континенті.
Так, собор св. Павла у Лондоні був довшим за величний Кельнський собор, а його купол перебільшував висоту уславленого купола собору Санта-Марія-дель-Фйоре у Флоренції.
Чистоти стилю бароко, однак, собор св. Павла не мав. Від бароко в споруді були масштаб та форми двох веж на головному фасаді. У споруді собору були відчутні впливи академізму і класицизму французьких зразків столичної архітектури. Не пройшов Крістофер Рен осторонь і від улюбленої англійцями готики, готичність була збережена у проєктах приходських церков, вибудованих на згарищі, незважаючи на декор колонами і портиками.
Серед приватних садиб у силі бароко певне місце посіли Чатсворт-хаус та Бленгейм.

## Садиба Чатсворт-хаус (1687—1696), Дербішир

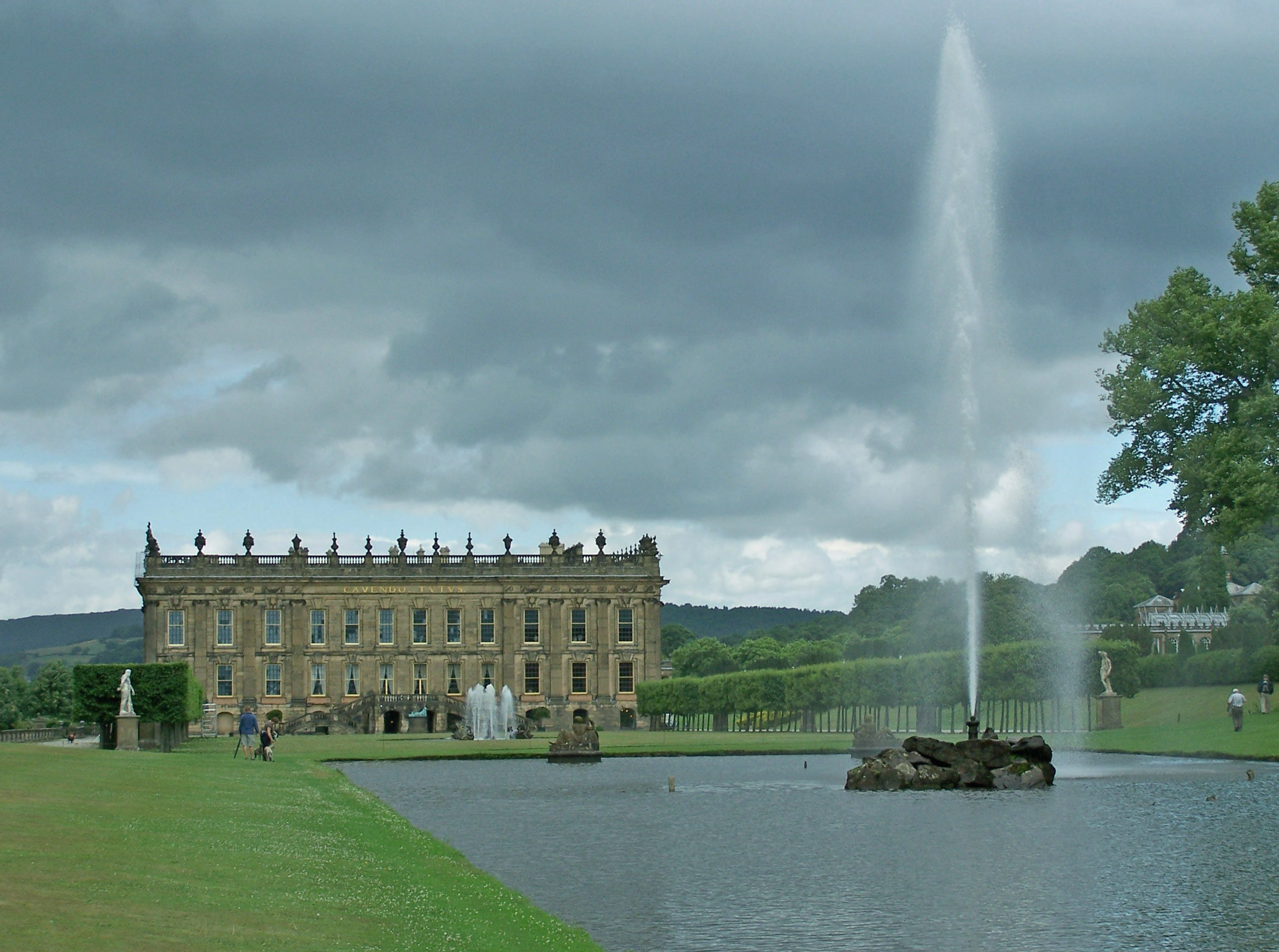
Чатсворт-хаус, південний фасад і фонтан

Нащадок Вільяма, 4-й герцог Девонширський і теж Вільям (1640—1707) після невдалої політичної кар'єри оселився в Чатсворт-хаус і розпочав ремонт в стародавній будівлі 16 століття. Первісно він намагався зробити перебудови в південній частині споруди при збереженні головних частин замку часів королеви Єлизавети І та своєї прапрабабці Весс Хардвік. Але прибудова перетворилася в значну споруду, створену за зразками континентальних палаців нового типу. Проєкт створив архітектор і садівник Вільям Талман у вигляді триповерхової споруди: на перший рустований поверх спирались два інші, прикрашені на всю висоту до карниза великими пілястрами. Похмура погода в Британії з частими дощами сприяла появі і збереженню в багатих домівках великих вікон. Великі віка мала вже палацова споруда в Хардвік Холл. Споруда архітектора Вільяма Талмана теж мала низку частих вікон на всіх фасадах величної споруди з внутрішнім двором і кількістю залів в сто сімдесят п'ять (175) номерів. Дещо новими були низький дах і парапет палацу, прикрашений декоративним вазами. Західний фасад споруди прикрасили портик і трикутний фронтон. Північний фасад споруди розробив архітектор Вільям Арчер.
Садиба зберегла пропорційність і співвідношення до масштабу реальної людини без бажання приголомшити його розкошами і вишуканим декором. Палац оточують газони і регулярні сади, що додали спорудам привітності і затишку без зайвого пафосу.
Проєкт Вільяма Талмана справив сильне враження на сучасників і був надрукований в виданні «Британський Вітрувій». Появу такої споруди пишно порівнювали з революційною подією в архітектурі на кшталт революції, яка відбулася в супільно-політичному житті королівства з повним обмеженням влади короля і переходом влади до англійського парламенту. Палац Чатсворт-хаус вважають першим заміським палацом Великої Британії, створеним у стриманих формах національного стилю бароко.

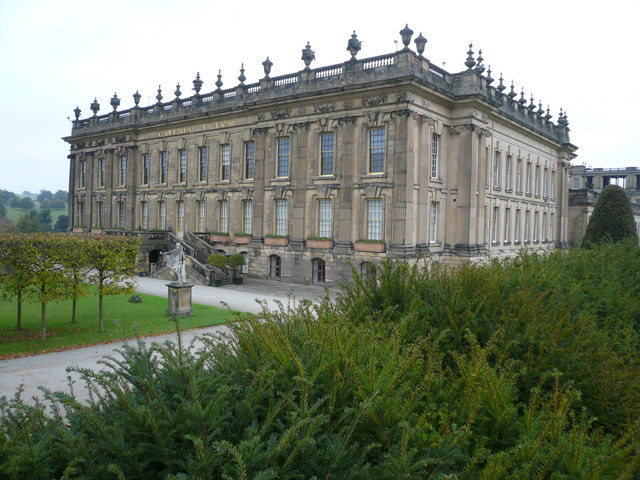
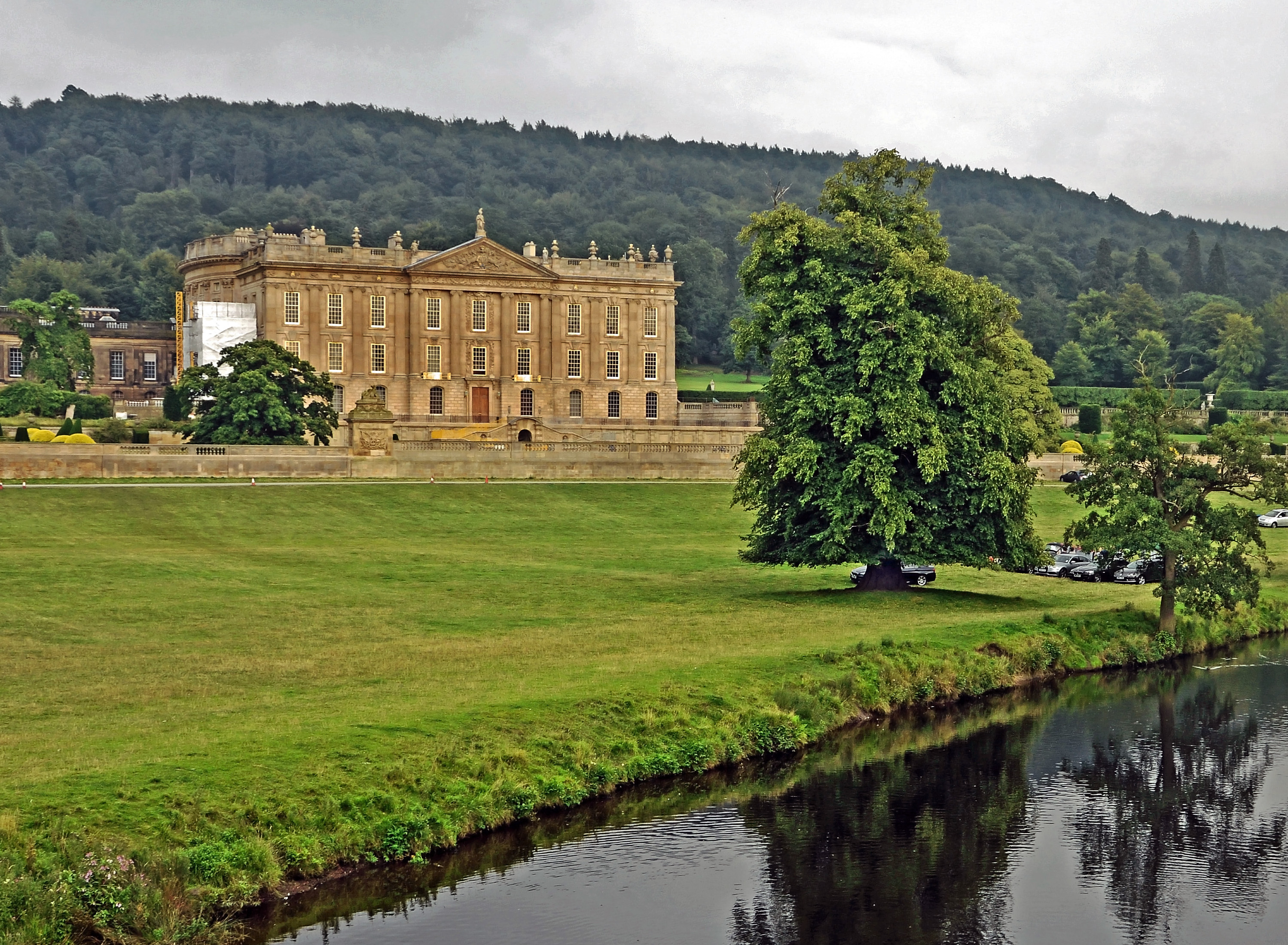
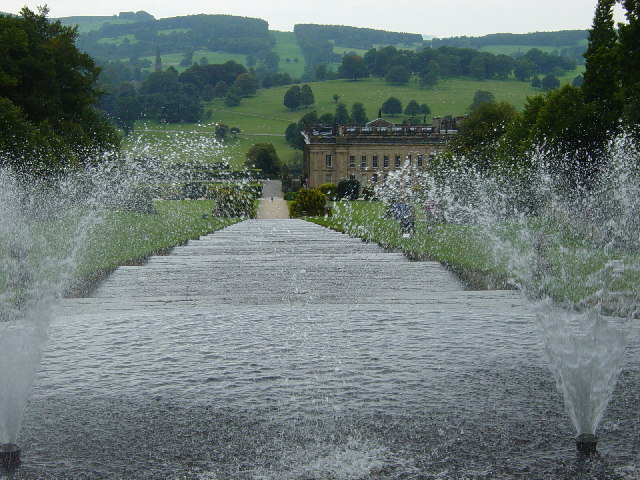
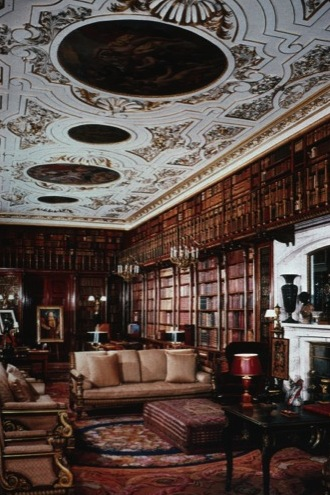
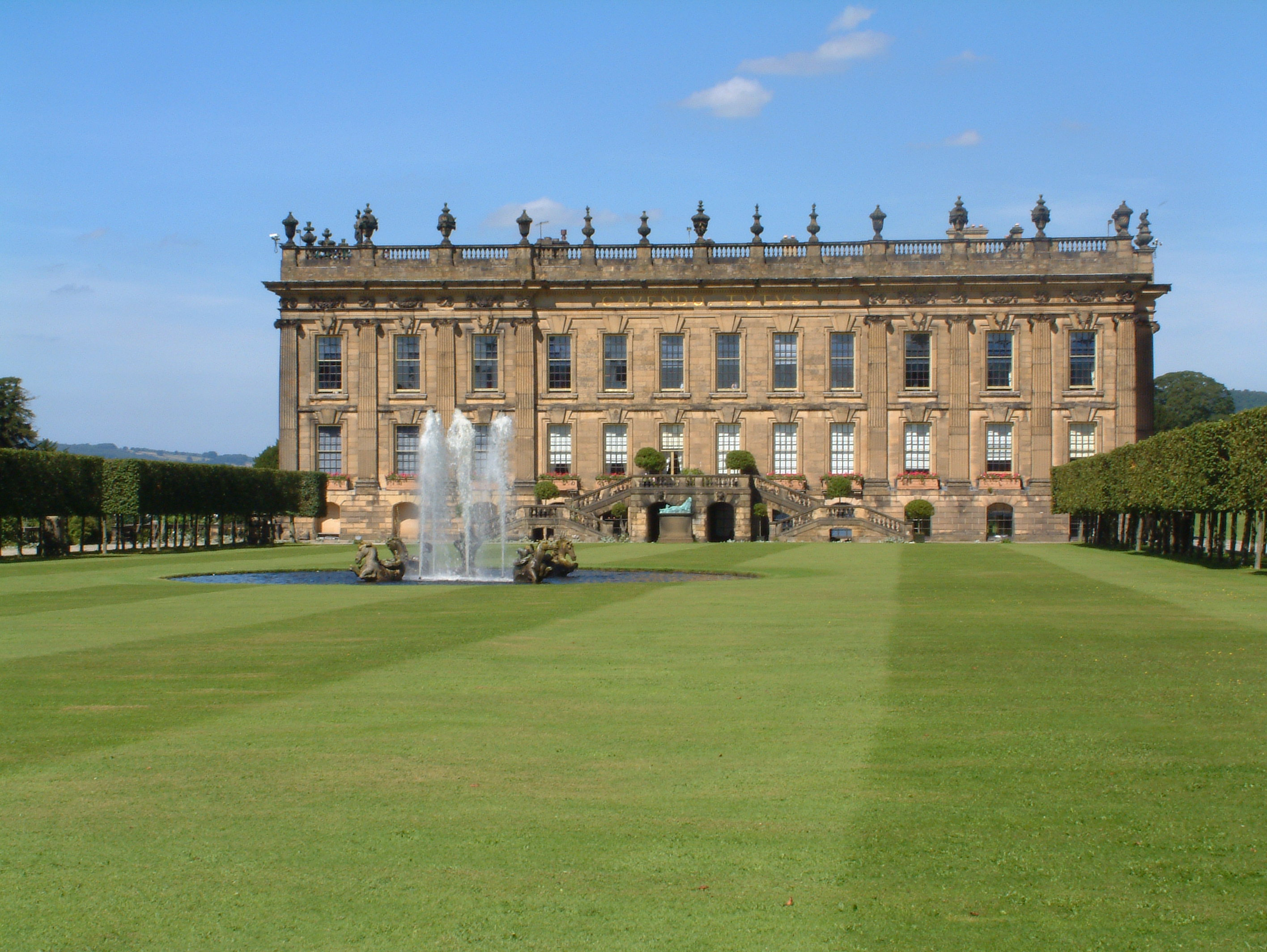
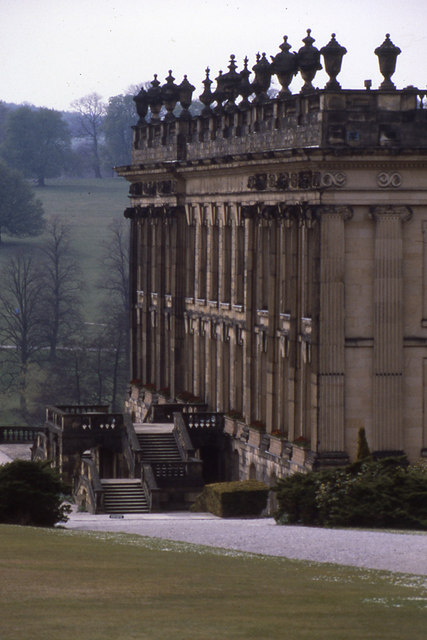

## Бленгеймський палац (1707—1722)

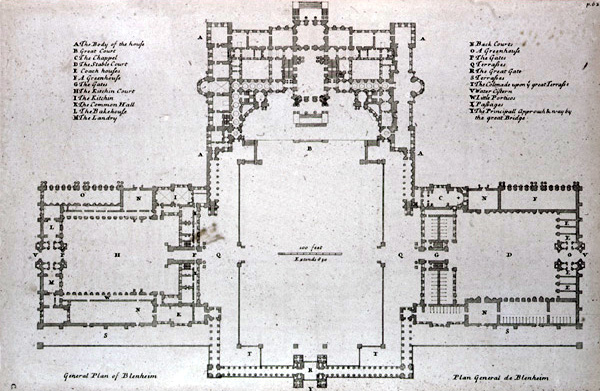
Палац Бленхейм, поземний план.

Практично це була офіційна (державна) замова архітектору — аматору Джону Ванбру від королівського двору. Королівське подружжя бажало подякувати за важливу військову перемогу полководцю Джону Черчилю створенням його розкішної резиденції. Вона отримала назву від містечка, де той отримав перемогу. Ймовірно, це найпишніша з резиденцій, створена Ванбру, що не відчував грошових чи творчих обмежень. Палац має величний курдонер, облямований двома палацовими корпусами, кожний з власним, квадратним, внутрішнім двором. Навколо розплановані сади бароко. Невелика огорожа і сухі рови повинні були захистити двори і пишну рослинність садів від овець, яких випасали навкруги.

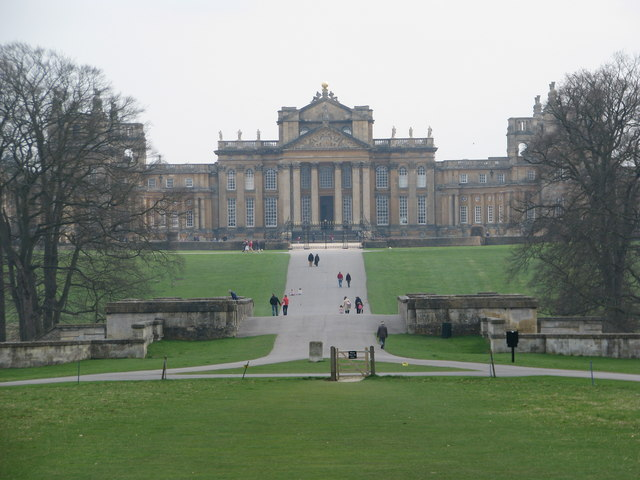
Палац Бленгейм від входу
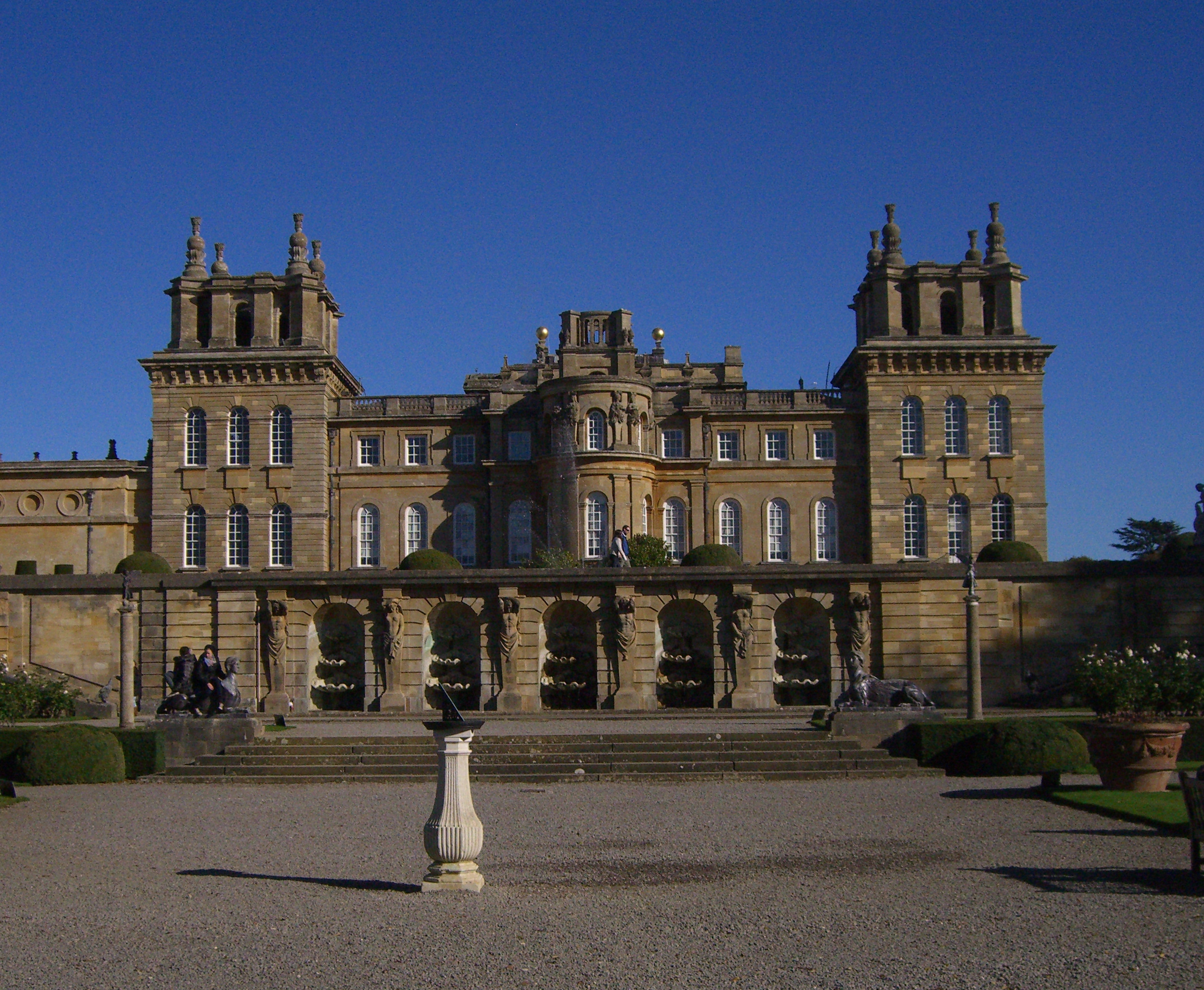
Палац Бленхейм, західна тераса.
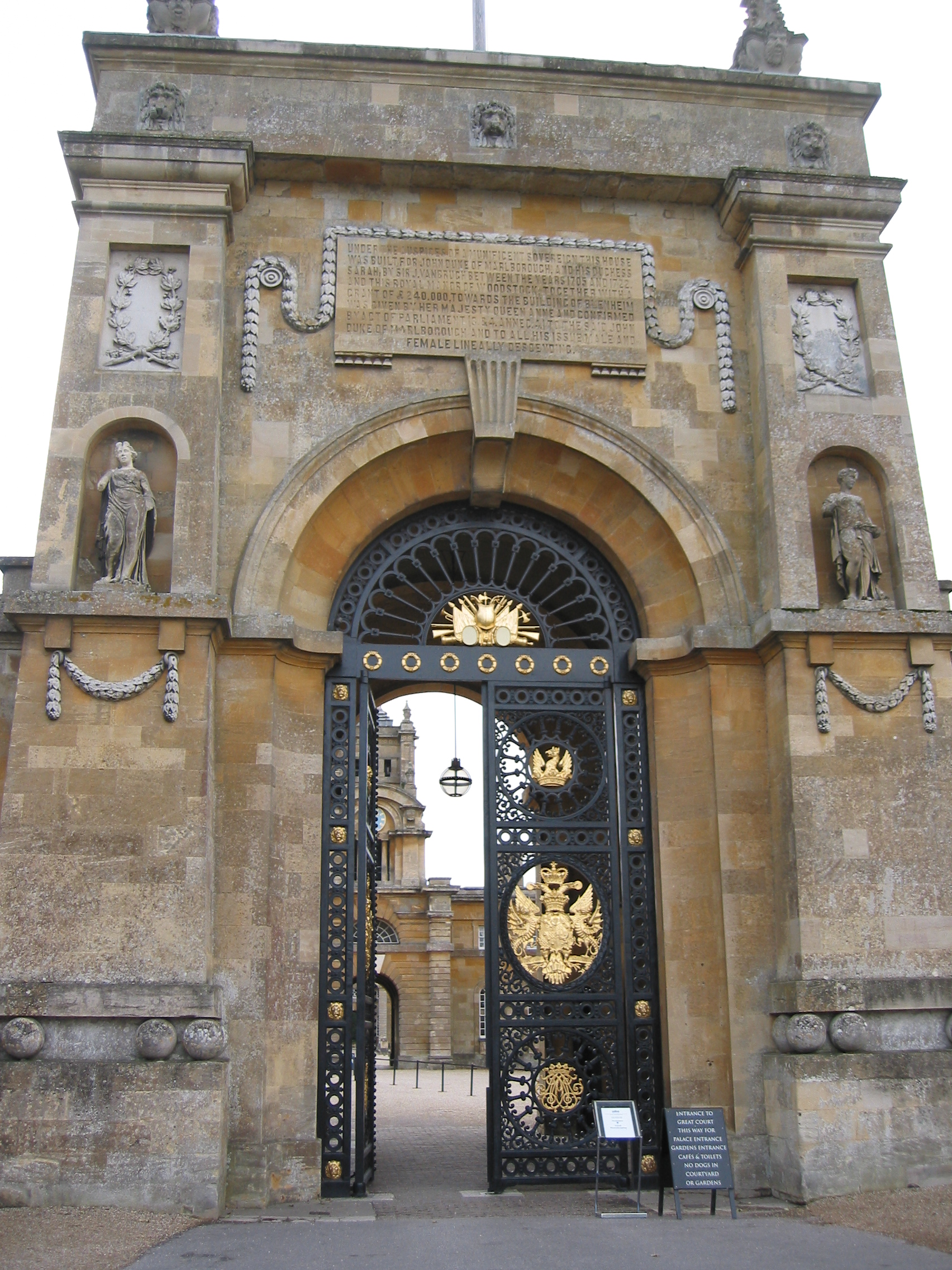
Палацова брама у вигляді тріумфальної арки з золоченими ґратами.
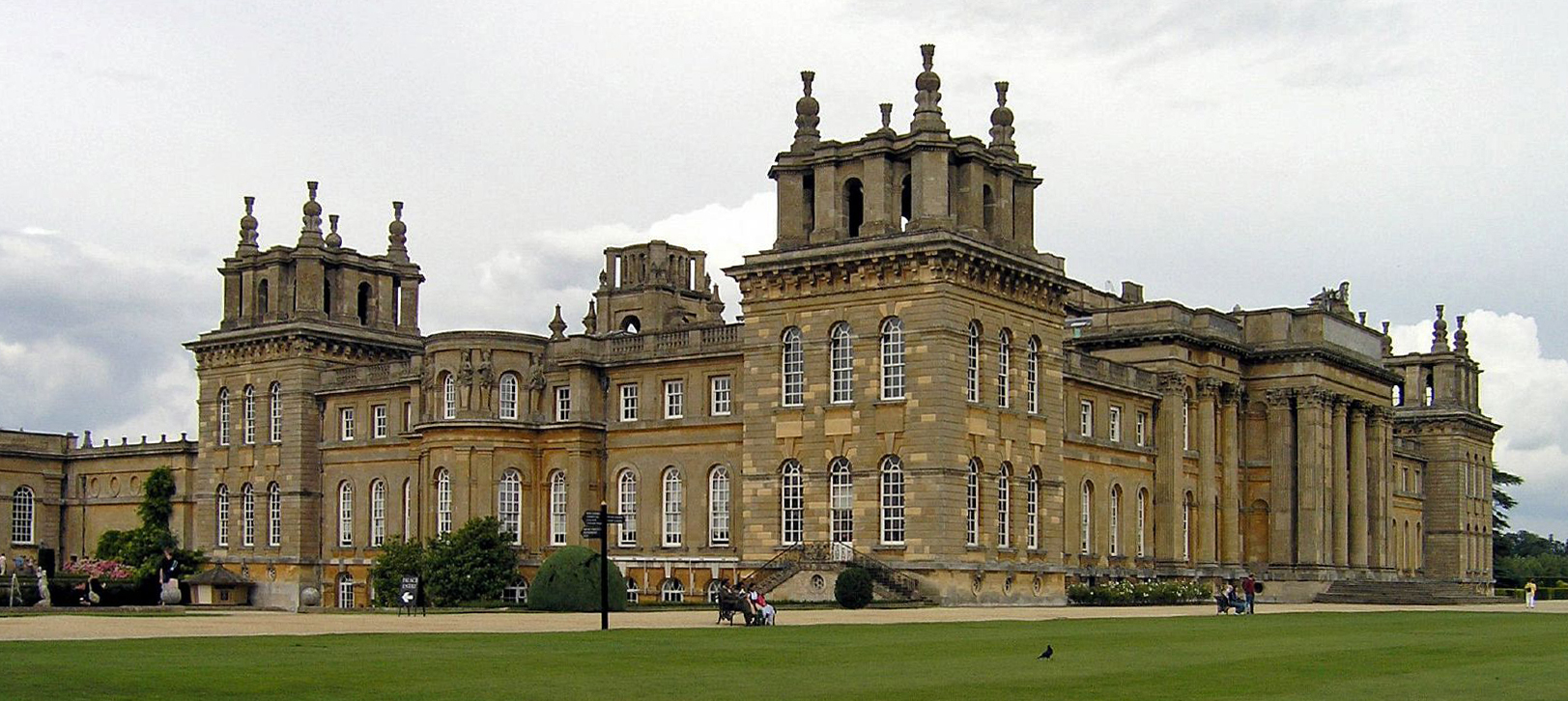
Фасади палацу Бленхейм.

На початку 18 століття архітектурна діяльність архітектора Ванбру зійшла нанівець і через непопулярність бароко в пуританській Англії, і через прихильність замовників до стриманих форм класицизму і його різновиду — палладіанства, котрі протиставляли динамічним формам католицького бароко на європейському континенті.

## Історія, стан у живописі й аристократичному садівництві

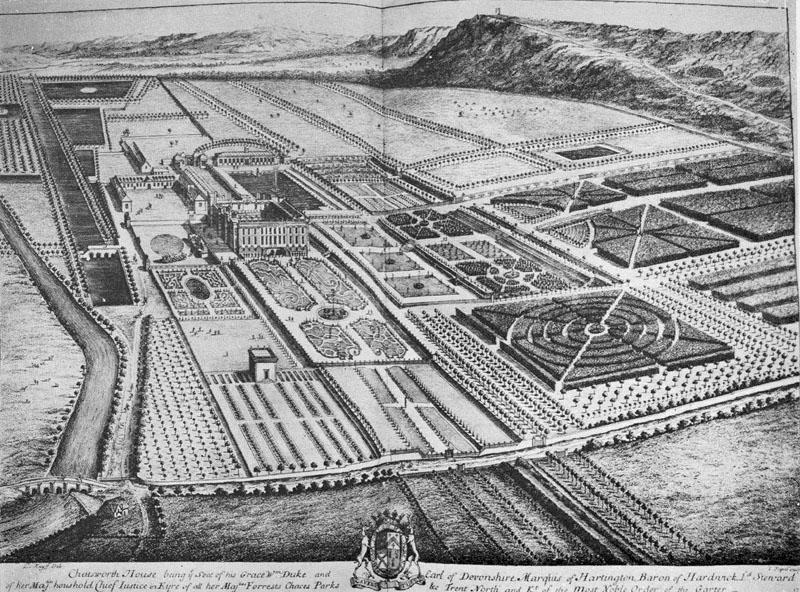
Вільям Талман. Чатсворт-хаус, генеральний план.

Стилістики бароко дотримуються іноземні художники, запрошені в Лондон. Так було з 16 століття. Але серед них переважають портретисти, а не архітектори —
- Ганс Еворт
- Деніел Мейтенс старший
- Антоніс ван Дейк
- Годфрі Неллер

Короткі візити Рубенса чи наявність його творів в збірках англійських аристократів і королів не мали впливу в протестантській країні і були швидше зразками митця з Європи, яким не наслідували.
Визнання культури Франції 17 ст. і Версалю як мистецького центру відбилося візитами туди англійців, серед яких Крістофер Рен — математик, науковець, архітектор, автор проєкту нового собору Св. Павла у Лондоні. Королівський двір дав замови на проєкти створення садів бароко французькому ландшафтному архітекторові Андре Ленотру. І той прислав проєкти для парку поряд з Сент-Джеймськім палацом, Лондон, для парку в Гринвічі, Британія. Але для мистецької ситуації в Британії це лише неголовні епізоди.

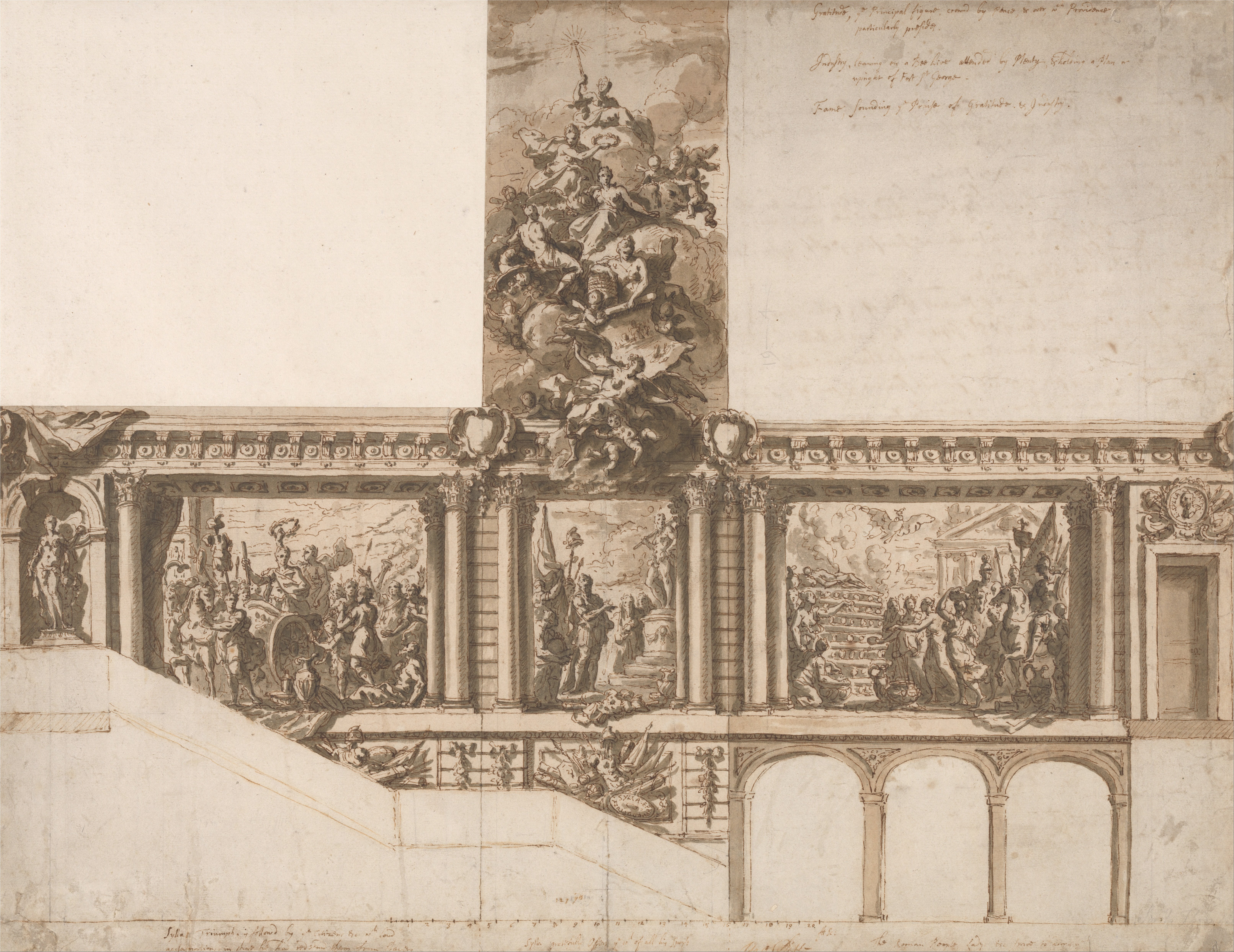
Худ. Джеймс Торнгілл. Проєкт стінописів і плафону сходової зали
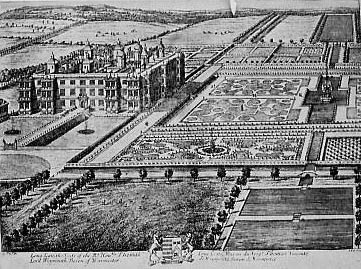
Сад бароко біля Лонґліт гаус.
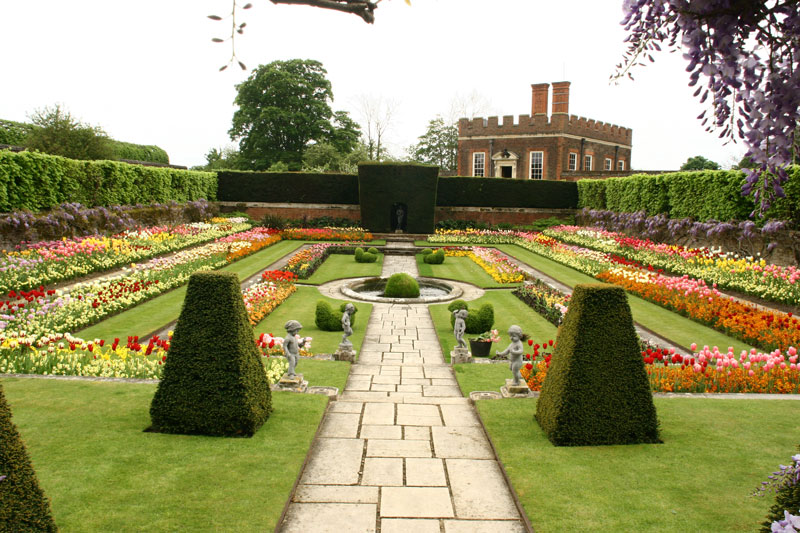
Гемптон Корт, регулярний сад.
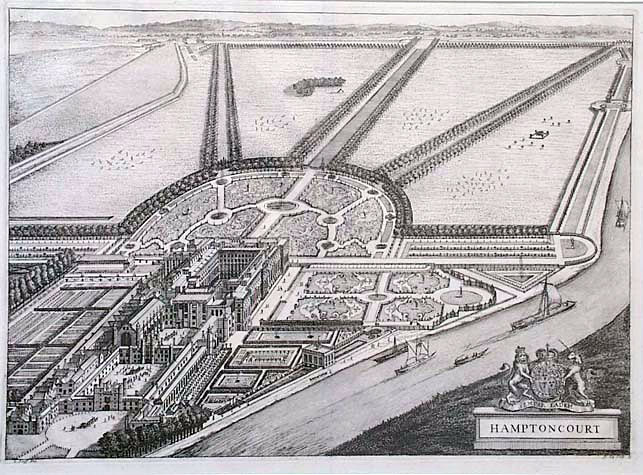
Сад бароко у Гемптон Корті.
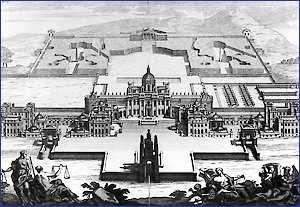
Джон Ванбру, замок Говард, проєкт.

## «Граф Арундель». Портрет роботи Рубенса

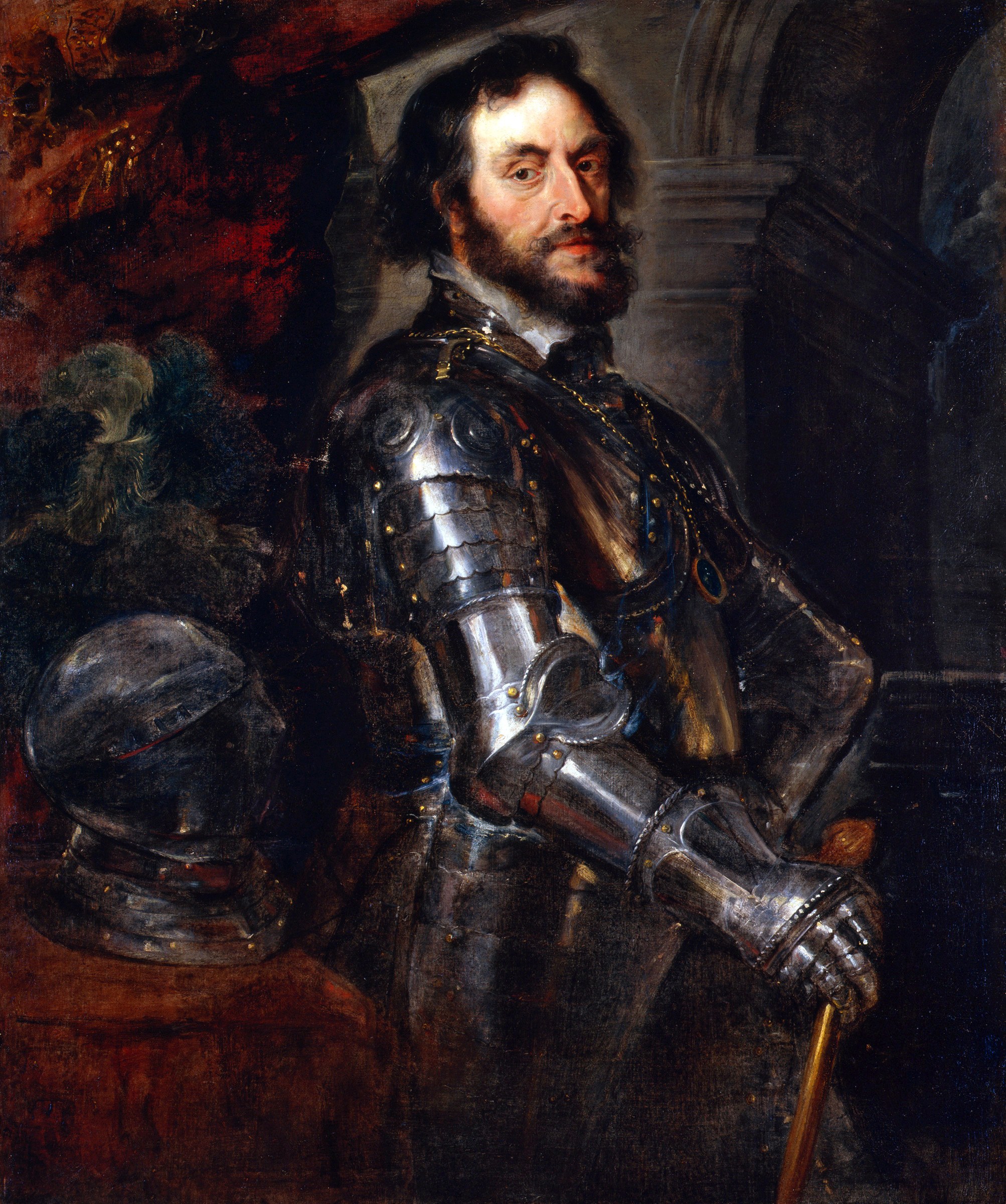
Пітер Пауль Рубенс. «Томас Говард, граф Арунель», бл. 1630 р., музей Гарднер, Бостон, США.

Томас Говард був католиком у протестантському оточенні і привітно ставився до художників-фламандців, котрі теж були католиками. Відомо, що він привітно ставився і до Пітера Пауля Рубенса, католика за віросповідуванням, коли той прибув із дипломатичним візитом до Лондона. Наслідком зустрічі нешляхетного тоді художника-католика і графа був рідкісної значущості парадний портрет Томаса Говарда, один з найкращих портретів доби англійського бароко і бароко західноєвропейського.
В портреті графа Арунделя Пітер Пауль Рубенс наважився героїзувати образ Томаса Говарда, чого не робили у той час у Британії навіть для королівських портретів, де могли бути значущість, елегантність, витонченість, підкреслення пільгового стану і багатства, але не героїка. Рубенс подав графа як уособлення кращих рис аристократа і лицаря у кращому їх розумінні.

## Джеймс Торнхілл та бароковий живопис

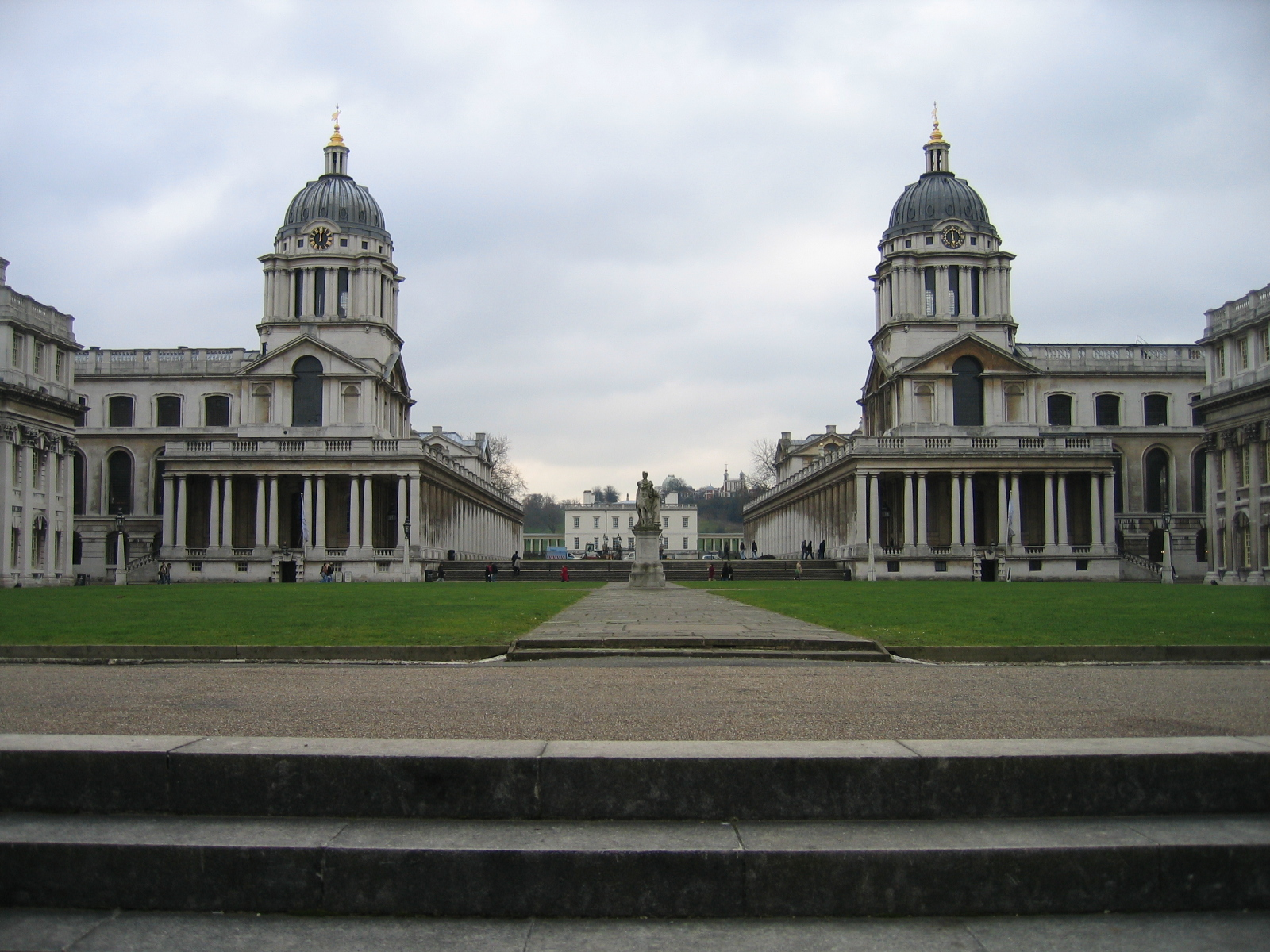
Гринвіцький військово-морський шпиталь, площа перед спорудою від річки Темза

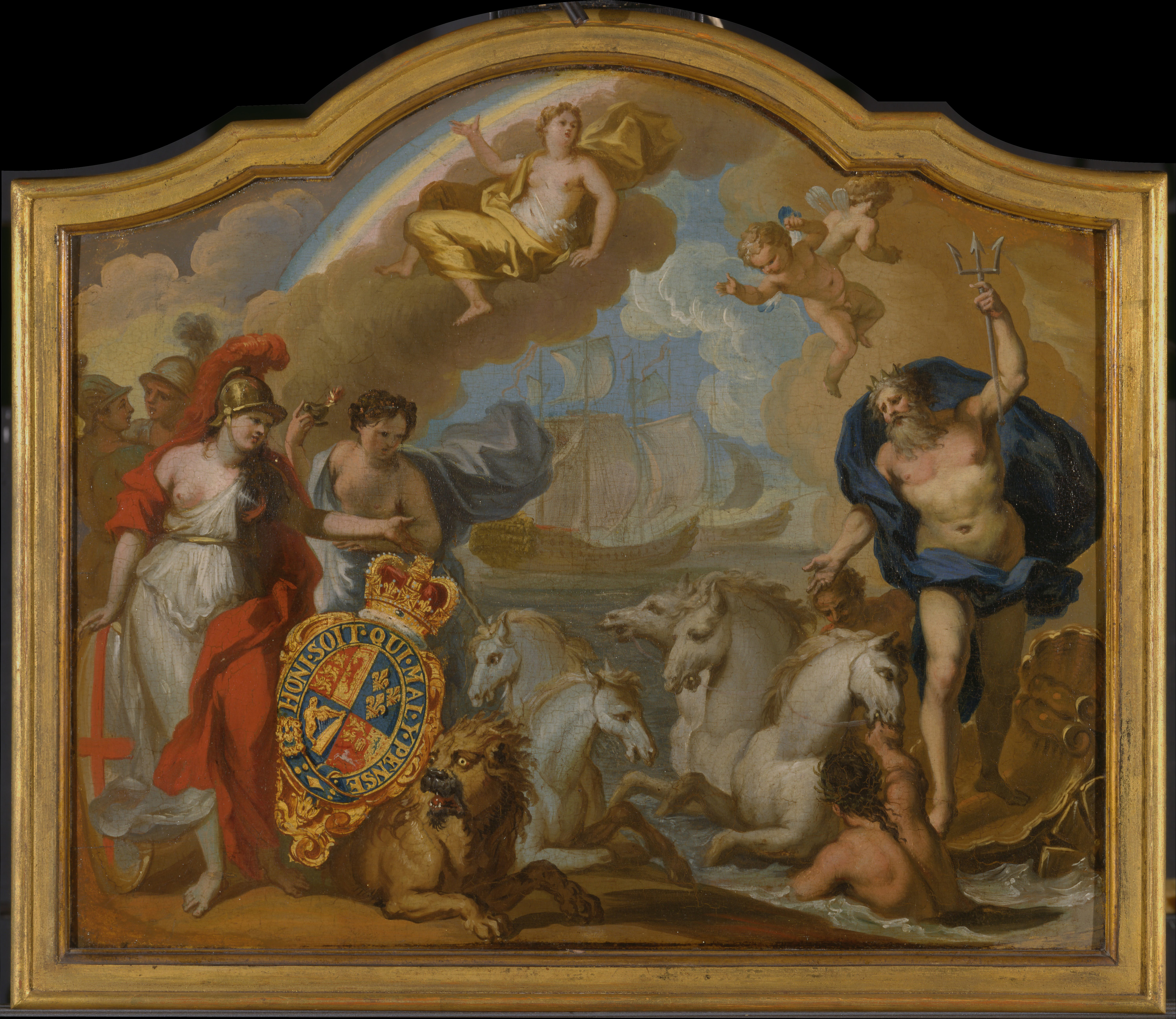
Джеймс Торнхілл. «Алегорія міці Великої Британії на морі», бл. 1720 р. Центр Єль британського мистецтва

Символічною фігурою барокового живопису Великої Британії мимоволі став художник Джеймс Торнхілл (1676—1734), не найкращий серед місцевих майстрів. Він отримав замови на монументальні стінописи, що символізували у ту добу державницьку велич і формальну відповідність зразкам історичного живопису з європейського континенту. Джеймс Торнхілл отримав важливі замови не завдяки яскравій художній індивідуальності (котру мав венецієць Себастьяно Річчі і котрому хитро відмовили), скільки тому, що Торнхілл був ... англійцем.
Католик Себастьяно Річчі (1662—1634), монументаліст і автор декількох плафонів, приніс у Лондон святковість і чуттєвість венеційської школи живопису, котру цілком допускав католицизм. Англіканство, що відсахнулося від розпусти і гріховних веселощів двору короля Карла ІІ, прийшло до строгості і регламентації так званого здорового глузду і майже торгового прагматизму.
Архієпископ Теннісон декларував: «Я не беруся аналізувати живопис, але думаю, можу наполягати на двох умовах. Перша — обраний художник має бути протестантом (англіканцем), друга — він має бути англійцем (!)». Джеймс Торнхілл, про щабель здібностей котрого навіть не йшлося, відповідав обом умовам архієпископа і саме він отримав замови на стінописи у Гринвіцькому шпиталі та у соборі св. Павла, у знакових спорудах англійського бароко. Відповідною до прагматизму, регламентації (тобто цензурі) і несприйняттю католицизму була і ідеологічна програма стінописів у Гринвіцькому шпиталі — «Торжество» або «Апофеоз» англіканства.
На стінописи у соборі св. Павла претендувала низка французьких і італійських майстрів. Торнхілл серед них був єдиним англійцем і саме він завдяки протекції отримав і цю престижну замову. Джеймс Торнхілл виконав ці стінописи у техніці грізайль, вони майстеровиті і непогано виглядають з далекої відстані, мають ознаки чогось величного і фахового, що і забезпечило грізайлям популярність у сучасників, бо вони волали державницької величі у живопису і нарешті її отримали. Вони нагадували холодні і пишні зразки стінописів у Парижі, різновиду придворного і аристократичного мистецтва Франції, а більшого за академізм 17 століття і не було потрібно. Відсутність оригінальності не завадила популярності.

## Торгівля бароковим живописом і колекціонери
Незважаючи на негативне ставлення до католицизму і зневажливе ставлення до католицького бароко, британці ділки десятиліттями торгували і торгують бароковим живописом італійських, іспанських, фламандських та голландських майстрів.
У протестантській країні вельможні протестанти ніколи не нехтували купувати бароковий живопис, хизуватись його колекціями, продавати при нагоді чи при необхідності виправити власний скрутний фінансовий стан.
Серед найбільших приватних збірок живопису — картинна галерея прем'єр-міністра лорда Роберта Волпола. Він утримався при владі двадцять років, широко використовував підкупи і хабарі потрібним особам, ніколи не забуваючи про власне збагачення. Згодом його назвуть «Публічним місіонером гріха».
Він міг почати листа до власного агента на континенті реченням «Що там роблять кляті католики?», а закінчити побажанням «Бажано купити такий-то твір такого-то художника». Часто це був художник-католик (наприклад, Бартоломе Естебан Мурільйо), а твір у бароковій стилістиці.
Приватна картинна галерея Роберта Волпола утримувала низку творів митців західноєвропейського бароко, серед котрих —
- Лука Джордано
- Сальватор Роза
- Гвідо Рені
- Карло Маратті
- Франс Снейдерс
- Пітер Пауль Рубенс
- Антоніс ван Дейк
- Якоб Йорданс
- Бартоломе Естебан Мурільйо, всі католики.

Барокові картини складають не останню частину і у приватних збірках герцогів Бедфорд, Мальборо, Девонширів, Гамільтонів, маркізів Ексетерів, Спенсерів, Пембрук і не їх одних.

## Обрані твори

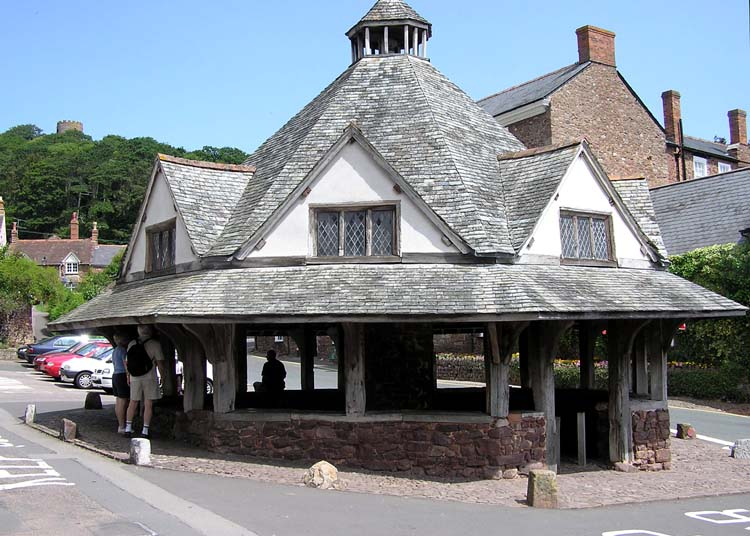
Приміщення ринку Денстер для продажу місцевих тканин, 1609 рік, Сомерсет
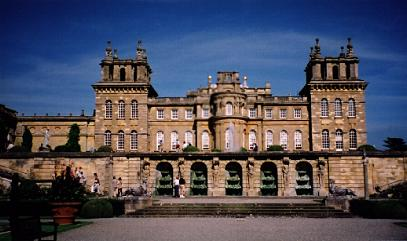
Бленгеймський палац, західний фасад.
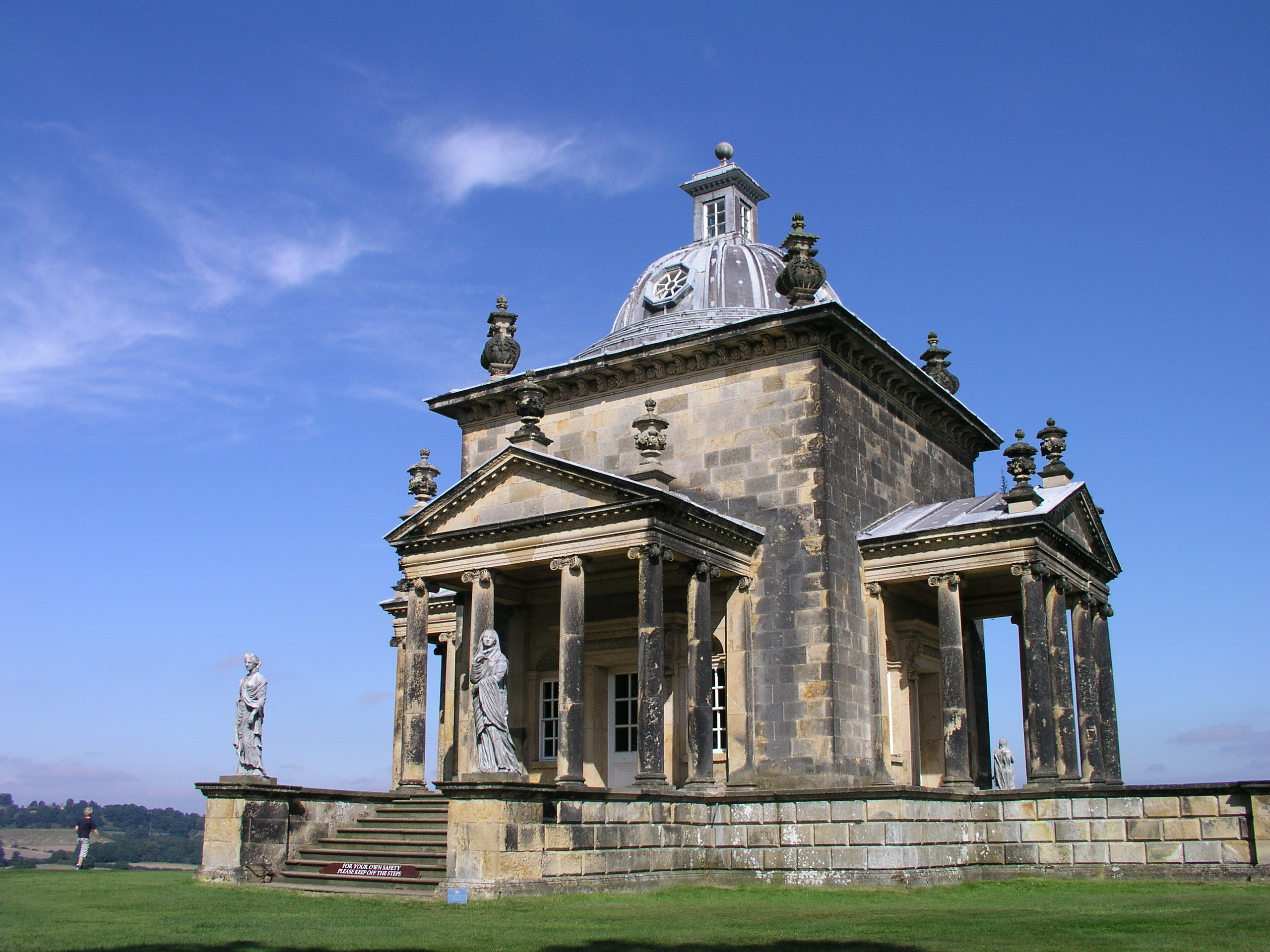
Храм Чотирьох вікон
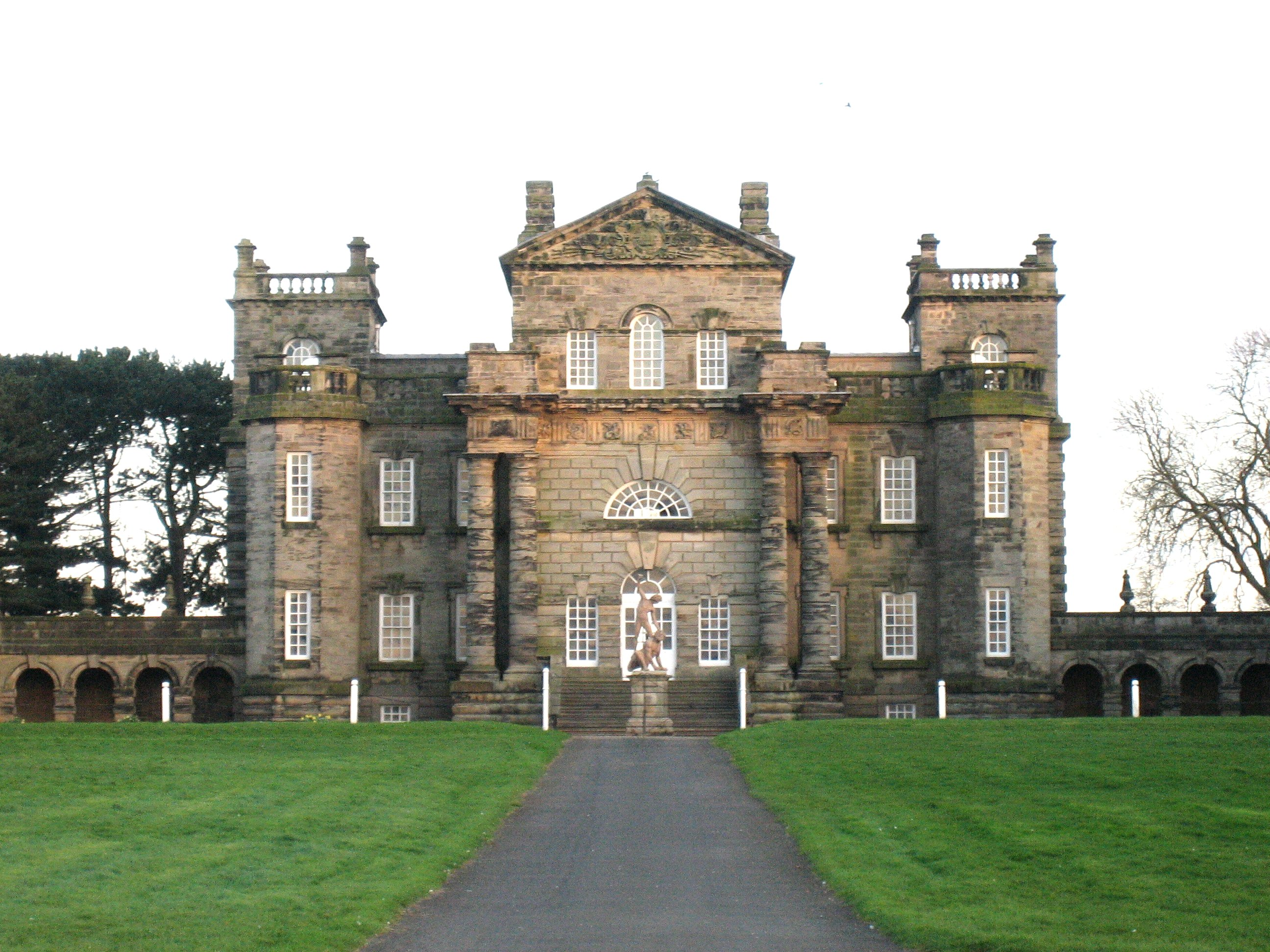
Сеатон Делавел Холл.
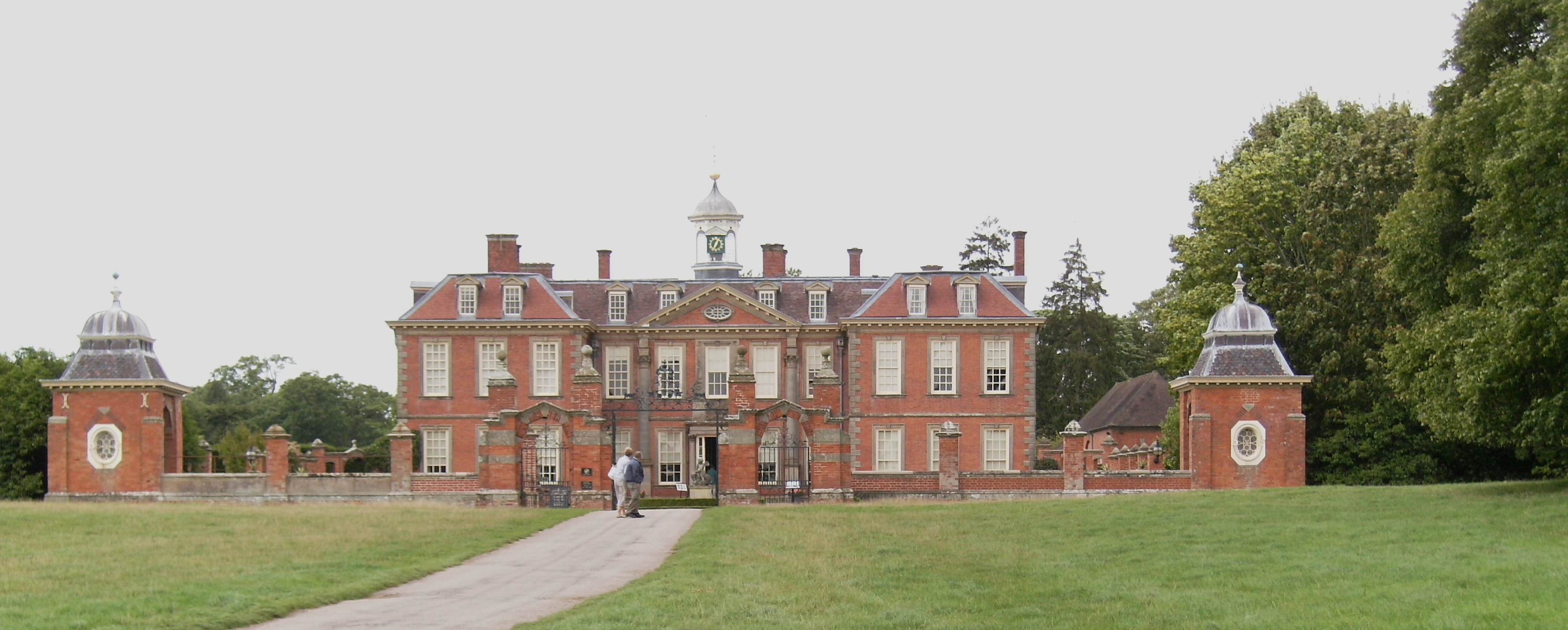
Садиба Хенбері Холл, 1701—1706 рр.